# Chiquititas, rincón de luz
Chiquititas: Rincón de Luz (no Brasil Chiquititas: Raio de Luz) é um filme argentino de 2001, produzido por Cris Morena, Telefe, RGB Entertainment e dirigido por José Luis Massa.
Depois do imenso sucesso de Chiquititas na TV e no teatro, os produtores do programa se deram conta de que o projeto havia tomado proporçoes gigantescas, tendo o cinema como a única plataforma até entao não explorada. Iniciou-se entao a produçao de Chiquititas para as telonas.
O filme nunca estreou nos cinemas do Brasil, apesar de em 2002 ter sido divulgado no paìs através de um trailer dublado e um cartaz exibidos em vários cinemas nacionais. Ele se encontra dublado, porem foi engavetado pela Buena Vista, nunca sendo divulgado o motivo do cancelamento de sua estréia no Brasil.
Em 2014 uma equipe chamada Filmes do Brasil anunciou a dublagem do Longa-metragem, com estréia para 20 de Novembro, porém a espera era tanta que o filme foi lançado uma semana antes, no dia 13 de Novembro pelos canais do Youtube. Em 2015, foram lançado em DVD.

## História
O filme conta a história de Belén, uma encantadora jovem que através da intervenção do pequeno duende Tok e de um sábio erudito da biblioteca, tem a opção de viver em qualquer conto de fadas que deseje. No lugar disso, ela decide abandonar seu inocente mundo para enfrentar o desafio de escolher a história de sua própria vida. Magicamante é transportada à Villa Ciervo Dorado (Vila Cervo Dourado). Chegando lá, consegue emprego como cozinheira de um decadente orfanato dirigido pelo Coronel Francisco e sua perversa e inescrupulosa assistente Marga.
As pessoas do povoado, que são quem financiam, crêem que o Coronel e Marga são pessoas exemplares, mas eles não sabem que a maior parte do dinheiro doado ao lar, é usado pelo Coronel para a busca de diamantes - a única que sabe da verdade é Belén. Ela vê que o maltrato que os órfãos sofrem os fazem ser desconfiados e pouco amigáveis; e ganhar a confiança deles vai ser difícil. Com ajuda de seu amigo Alejo, um caçador de diamantes azuis, desmascara o Coronel e Marga, melhorando assim a vida dos orfãos.

## Elenco
- Romina Yan - Belén (Carol)
- Facundo Arana - Alejo (Felipe)
- Juan Leyrado - Coronel
- Alejandra Flechner - Marga
- Benjamín Rojas - Batista
- Luisana Lopilato - Luciana
- Felipe Colombo - Felipe
- Camila Bordonaba - Camila
- Natália Melcon - Natalia
- Nadia di Cello - María
- Agustín Sierra - Agustín
- Milagros Flores - Joana
- Cristián Belgrano - Cristian
- Federico Barón - Federico
- Sebástian Francini - Sebastian
- Brian Vainberg - Tok

## Trilha sonora
1. Rinconcito de luz (Instrumental)
2. Pimpollo
3. Penitas
4. Hasta diez
5. Habia una vez
6. Pienso en ti
7. Todo todo
8. Rebelde
9. Angeles cocineros
10. Rinconcito de luz

}}